# Mount Miller (Enderbyland)
Mount Miller ist ein Berg im ostantarktischen Enderbyland. Er ragt 1,5 km nordwestlich des Pythagoras Peak in den Tula Mountains auf.
Kartiert wurde er anhand von Luftaufnahmen, die Teilnehmer einer Mannschaft der Australian National Antarctic Research Expeditions im Jahr 1956 anfertigten. Das Antarctic Names Committee of Australia (ANCA) benannte den Berg nach John Joseph Miller (1876–1955), britischer Segelmacher der RSS Discovery bei der British Australian and New Zealand Antarctic Research Expedition (BANZARE, 1929–1931) unter der Leitung des australischen Polarforschers Douglas Mawson.